# Elio Promoto
Elio Promoto (en latín, Aelius Promotus) fue un médico griego que residió en Alejandría. Se ignoran el lugar y fecha de su nacimiento, siendo solamente conocido por las referencias que de él hace Galeno. 
En las bibliotecas de Venecia, Roma, Leyden y París se conservan manuscritos griegos atribuidos a Promoto, aunque no se pueda asegurar que todos pertenezcan a él. Algunos fragmentos de dichos manuscritos han sido reproducidos en las Variae lectiones de Mercuriali (Venecia, 1569) y en las Additamenta ad Elench (Leipzig, 1626)